# Fatboy Slim
Norman Quentin Cook, mer känd under sitt artistnamn Fatboy Slim, född Quentin Leo Cook den 16 juli 1963 i Bromley, Kent, är en brittisk musiker, musikproducent, och DJ. Som musiker har han sedan länge kallat sig Norman Cook (artistnamnet kommer från en bluesartist från 40-talet).
Han föddes i Bromley men växte upp i Reigate i Surrey och började sin musikaliska karriär på 1980-talet. Sitt genombrott fick han som medlem i gruppen The Housemartins, som bl.a. hade en hit med A Cappella-låten "Caravan Of Love" som visades om och om igen av det då relativt nystartade MTV.  och i början av 1990-talet i gruppen Beats International. Senare under nittiotalet gjorde han sig ett namn med grupper eller projekt som Freak Power, Mighty Dub Catz och Pizzaman. Som "Fatboy Slim" slog han igenom 1997 då han fick stora hitar med "Praise You" och "The Rockafeller Skank". Musiken är ofta en kommersiell och samplingsrik variant av genren big beat.
Som engelsman i musikbranschen kunde han knappast undgå att se dub-reggaens potential för en skapande musikproducent, och inspirerad av pionjärer som Lee "Scratch" Perry och King Tubby, har han under sin karriär utvecklats till en skicklig remixare av låtar. Han slog igenom med en version av I Left My Wallet In El Segundo med A Tribe Called Quest 1989. Låten "Dub Be Good To Me" med basgången från The Clash reggaelåt "Guns Of Brixton" i botten och melodin från västernfilmen Harmonica – en hämnare, spelades först in som en instrumentalversion av Cook och hans band Beats International 1989. Året därpå blev låten, nu med sång, en internationell superhit. Låten är ett exempel på hur bitar och ingredienser från olika musikaliska skatter kan sättas ihop till något nytt – en yrkeskunskap han skulle komma att utveckla under de kommande åren.
Fatboy Slim har därefter arbetat med så olika artister som Rolling Stones, Beastie Boys, Cornershop, Macy Gray och Les Négresses Vertes. Han har även gjort helt ny musik av gamla Bob Marley-låtar från tiden innan Marley blev världskänd, knuten till Island Records. 
Han var med och gjorde soundtracket till snowboardspelet SSX 3 som utkom 2003.

## Diskografi (studioalbum)
- Better Living Through Chemistry (1996)
- You've Come a Long Way, Baby (1998)
- Halfway Between the Gutter and the Stars (2000)
- Palookaville (2004)
- The Greatest Hits - Why Try Harder (2006)